# Natalia Țîgankova
Natalia Iurevna Țîgankova (în rusă Наталья Юрьевна Цыганкова, născută Lapițkaia; n. 12 august 1962, Berdeansk, RSS Ucraineană, URSS) este o handbalistă ce a reprezentat Uniunea Republicilor Sovietice Socialiste, medaliată olimpică. A participat la o ediție a Jocurilor Olimpice (1988) în care a câștigat o medalie de bronz.